# Wolfgang Frank
Wolfgang Frank (Reichenbach, 21 de fevereiro de 1951 –– Mainz, 7 de setembro de 2013) foi um futebolista e treinador alemão que jogou como atacante.[carece de fontes?]
Nascido no estado sulista de Baden-Württemberg, Frank foi um respeitável jogador durante os anos 1970, com sucesso no futebol alemão, tendo disputado 215 jogos na Bundesliga e marcado 89 gols, em especial durante sua passagem por Stuttgart e Eintracht Braunschweig. Apesar disso, Pulga, apelido pelo qual ficou conhecido durante sua carreira de atleta por conta de seu físico esguio e sua elevada capacidade para cabecear, apesar de sua baixa estatura para os padrões do futebol, ficou marcado por sua carreira como treinador, principalmente por sua passagem pelo Mainz 05, onde é creditado como o responsável por tornar o então inexpressivo clube em uma equipe de primeira divisão, embora nunca tenha conseguido o acesso enquanto treinou este –– glória que acabou ficando a cargo de seu principal discípulo, Jürgen Klopp, que fora treinado por Frank nas duas passagens deste pelo clube durante os anos 1990 ––.
Frank era considerado um estudioso do jogo, chegando ao ponto de obsessão, característica que combinava com seu perfil sério e introvertido. Esses atributos acabaram por ser considerados como o principal fator por sua falta de um elevado sucesso na carreira como treinador –– além do Mainz, Frank obteve algum sucesso apenas com Glarus, Essen e Unterhaching, com este último tendo resultado em seu único título profissional ––, por ele ter problemas para falar "a língua dos jogadores" –– em contraste, Klopp, quando se tornou treinador, sempre quebrava a tensão com os jogadores com uma brincadeira ou sorriso ––. Aliado a isto, Frank também era considerado excêntrico e difícil de lidar pelos dirigentes.[carece de fontes?] Outro fator, constatado pelo próprio Frank, foi a elevada quantidade de clubes que treinou na carreira: 16, em 28 anos como técnico. Apesar disso, através de seus discípulos, em especial Klopp e Joachim Löw, Frank acabou tendo uma enorme influência na modernização do futebol alemão, dado o sucesso que os dois obtiveram posteriormente.

## Carreira

### Primeiros anos
Frank nasceu em Reichenbach, pequena cidade pertencente a região administrativa de Stuttgart, e localizada a apenas 25 quilômetros de distância da cidade homônima e capital do estado sulista de Baden-Württemberg. Jogador com exímia qualidade técnica, a ponto de mesmo medindo apenas um metro e setenta e dois centímetros, vencer defensores adversários mais altos em jogadas pelo alto, se tornando um temido cabeceador por seus adversários. Frank começou sua trajetória no futebol no pequeno Schlierbach, jogando nas categorias de base, antes de seu talento o conseguir uma vaga no também amador Kirchheim/Teck, que funcionava como uma espécie de clube subsidiário do Stuttgart, o maior clube de seu estado de nascimento. [carece de fontes?]
Na temporada 1970/71, sob a tutela do treinador Karl Bögelein, Frank conquistou com a equipe o título amador do Verbandsliga Württemberg, competição regional do estado, onde ele marcou 25 gols. O título rendeu a oportunidade do clube disputador o campeonato alemão amador, que abrangia todos os estados alemães, mas com o time de Frank, que contava com nomes, além do próprio, como Günter Sawitzki, Karl Berger, Dieter Schwemmle e Dieter Ungewitter, todos jogadores que se tornaram profissionais nos anos seguintes, perdendo para o então bicampeão SC Jülich por 1 x 0, em final disputada em Wurtzburgo no dia 10 de julho de 1971, frente a um público de seis mil pessoas. Seu desempenho naquele ano lhe rendeu um contrato com o time principal do Stuttgart, quando já estava com 20 anos, onde foi comandado incialmente pelo iugoslavo Branko Zebec, treinador responsável pelo primeiro título e dobradinha do Bayern München na Bundesliga, que fora substituído por Bögelein em 19 de abril de 1972.[carece de fontes?]

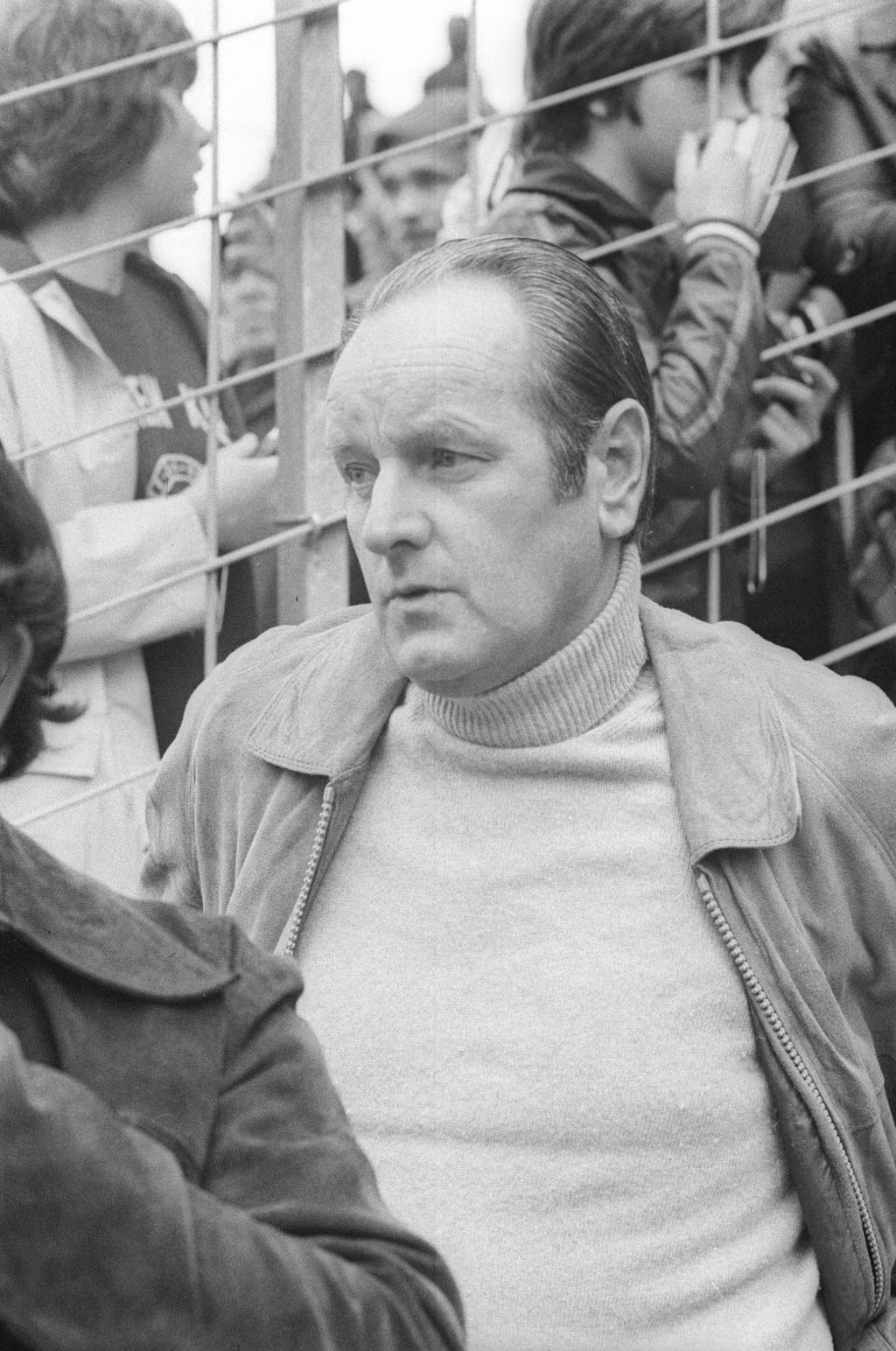
Branko Zebec em 1979, em jogo contra o Holstein Kiel enquanto era treinador do Hamburgo.

No clube de Stuttgart, acabou ficando apenas dois anos, mas significativos. Embora não tenha chegado a conquistar títulos pelo time, ele conseguiu marcar 13 gols em 33 jogos em seu primeiro ano, sendo apenas dois vindo do banco de reservas, mesmo tendo vindo de uma equipe amadora, ficando à frente na lista de artilheiros do time no ano, à frente de Karl-Heinz Handschuh (10 gols), já estabelecido no clube, Horst Köppel, que retornava ao clube naquele ano, e Hans Ettmayer, também em seu primeiro ano, que marcaram oito gols cada. O Stuttgart terminou em oitavo no campeonato. No seu segundo ano, agora sob o comando de Hermann Eppenhoff, conseguiu melhorar ainda mais os números, jogando os mesmos 33 jogos, mas terminando com 17 gols. O time ficou em posição melhor do que no ano anterior, embora apenas em sexto.[carece de fontes?]

### AZ Alkmaar e Eintracht Braunschweig
Frank passara um ano jogando no clube neerlandês AZ Alkmaar, na temporada de 1973/74, atuando sob o comando Joop Brand, e ao lado de Kees Kist, grande artilheiro e ídolo do clube, com o clube terminando em sétimo no campeonato naquele ano.[carece de fontes?] Apesar de sua passagem pela Holanda do Norte ter sido curta, com Frank deixando o clube no ano seguinte a sua chegada, ela ficara marcada pelo período em que jogou no clube, quando o futebol neerlandês vivia o seu maior momento com o "Futebol Total", com a seleção neerlandesa chegando à final da Copa do Mundo de 1974, embora tenha perdido para a Alemanha Ocidental o título, com este sistema de jogo sendo altamente influenciador no alemão.
Quando retornou à Alemanha, pelo Eintracht Braunschweig, que pagou o equivalente a 120 mil euros,[carece de fontes?] esteve novamente sob o comando do iugoslavo Branko Zebec. Zebec, que também fora uma pessoa de personalidade difícil durante sua vida, sendo considerado um personagem complexo, ao ponto de referir-se a si mesmo como um ditador, acabara por se tornar outra referência para Frank durante sua carreira como jogador: valendo-se de um rigoroso regime de preparação física e de disciplina tática sólida, o iugoslavo fora o primeiro treinador a experimentar a marcação por zona na elite do futebol alemão em meados dos anos 1970, contrastando com a marcação homem a homem, a utilizada naquela época. Frank chegarra a comentar anos depois sobre: "Sob o comando de Zebec, não corríamos mais feito idiotas atrás de nossos adversários (individualmente), ele estava à frente de seu tempo." Seu passagem também ficara marcada por seus seis jogos pela equipe B da Alemanha, onde chegara a marcar três vezes.
O melhor ano da sua passagem pelo Braunschweig acabara sendo na temporada 1976/77, quando marcara 30 gols naquele ano nos 37 jogos que disputou, com destaque para os três gols em sua primeira partida por competições europeias, na Copa da UEFA, contra o dinamarquês 
Holbæk B&I, em jogo vencido por 7 x 0. No seu último jogo naquela temporada, marcara quatro vezes na vitória por 6 x 0 contra o Rot-Weiss Essen, disputado em 21 de maio de 1977. O Braunschweig terminou aquela época do campeonato na terceira colocação, tendo chegado a liderar a liga em alguns momentos durante o ano, seu melhor resultado desde o surpreendente título, dez anos antes, na temporada 1966/67, e que também acabaria por ser o último grande momento do clube, que entrou em um declínio acentuado a partir de então.[carece de fontes?]

### Dortmund, Nürnberg e amadorismo
No ano seguinte acabou atuando apenas até setembro, tendo marcado seis vezes nos 12 jogos que disputou até aquele momento, antes de seguir para o Borussia Dortmund, que pagou o equivalente a 450 mil euros pela transferência.[carece de fontes?] O seu último jogo pelo clube da Baixa Saxônia fora contra o soviético Dínamo Kiev, do lendário treinador Valeriy Lobanovskiy, considerado um dos maiores treinadores da história do futebol, e que acabou por se tornar uma grande influência para Frank. No restante da temporada, jogando pelo novo clube, disputou os sete primeiro jogos, com dois gols marcados em empate por 3 x 3 com o Borussia Mönchengladbach; mas voltando apenas para as duas últimas rodadas do campeonato, tendo marcado um último gol em vitória por 5 x 3 sobre o Bochum, e estado na humilhante e histórica derrota por 12 x 0 para o Mönchengladbach na última rodada do campeonato. No ano seguinte, disputou apenas um jogo na temporada, pela Bundesliga, em vitória por 1 x 0 sobre o Bayern München, antes de sair no intervalo do jogo e retornar apenas para a temporada seguinte.[carece de fontes?]
A temporada 1979/80 acabou por ser sua última, com Frank disputando 29 jogos e marcando 11 gols, mas ficando marcada por ele ter ficado todo o ano de 1979 sem marcar gols, conseguindo de novo apenas a partir de janeiro de 1980, quando marcou todos os 11 até maio. Frank seguiu para o Nürnberg em julho, com o clube pagando 800 mil marcos alemães ao Dortmund pela transferência. O alemão ficou dois anos no time, mas com pouco sucesso, marcando apenas quatro vezes em 22 jogos no total, todos ainda pelo ano de 1980, e dois saindo em vitória por 4 x 2 sobre o 1860 München. Em seu segundo ano, acabou se tornando essencialmente um "reserva de luxo", tendo disputado apenas três jogos naquela época, todos derrotas. Após isso, acabou voltando a atuar em nível amador pelo clube homônimo da cidade de Bad Windsheim, que fica localizada próximo de onde jogava pelo Nürnberg, e jogava na Bezirksliga na época. Frank passou dois anos jogando pela equipe, antes de rumar para o futebol suíço em 1984, para jogar no igualmente pequeno Glarus da igualmente cidade homônima, onde também exerceu a função de treinador do time.[carece de fontes?]

### Início como treinador na Suíça
Frank era reverenciado na pequena cidade de 12 mil habitantes de Glarona, onde o alemão levou a pequena equipe local, o Glarus, para a Nationalliga B, a segunda divisão suíça, em 1988, pela primeira vez em sua história; apenas um ano antes, a equipe disputava a quarta divisão nacional, com o treinador-jogador levando o time à terceira divisão em 1986/87, em ano que marcava o 75º aniversário de fundação da agremiação. No primeiro ano na segunda divisão, em 13 de agosto, a equipe também conseguiu uma vitória por 2 x 1 sobre o Basel na casa deste, apenas a segunda do time na divisão, na temporada 1988/89, e ainda é considerada uma das mais significativas na história do clube. Ele é considerado a maior influência na história da agremiação, à frente de nomes como Hans Reutlinger, Fritz Künzli, René Botteron e Hans-Peter Briegel.

Uma vitória contra o Basel, provavelmente era impensável para a maioria. Agora, nós conseguimos nesta temporada. Essa vitória com certeza ficará marcada na história do Glarus.

– Wolfgang Frank
Seu sucesso com o Glarus fez com que fosse nomeado treinador do FC Aarau em dezembro de 1988, uma equipe da primeira divisão suíça que tinha vivenciado conquistas inesperadas sob o comando técnico do alemão Ottmar Hitzfeld, com a equipe chegando a ser chamada de "FC Wunder" pela imprensa por conta do título na Copa da Suíça na primeira temporada do alemão à frente do clube, em 1984/85, e o vice-campeonato suíço naquele mesmo ano. Frank tinha assumido apenas a função de treinador do Glarus poucos meses antes, após uma fratura na perna durante o quarto jogo do campeonato. Embora ele tivesse contrato até o final da temporada 1991/92, o Glarus o liberou. Ele fora substituído por Peter Stubbe.
Frank assumiu a equipe do Aarau com a temporada de 1989/90 já em andamento, também chegando a uma final da Copa da Suíça, mas perdendo por 2 x 1 para o Grasshoppers, a nova equipe de Hitzfeld (que havia assumido o clube em 1988). Frank deixou o clube em 1991, não conseguindo destaque nas equipes suíças que treinou em seguida, o Wettingen, em 1991/92, e o Winterthur, em 1992/93, que lutavam contra o rebaixamento. No Winterthur, o principal jogador e capitão da equipe era seu conterrâneo Joachim Löw, que seria um dos seus discípulos mais bem-sucedidos, vencendo a Copa do Mundo de 2014 com a Alemanha como treinador.

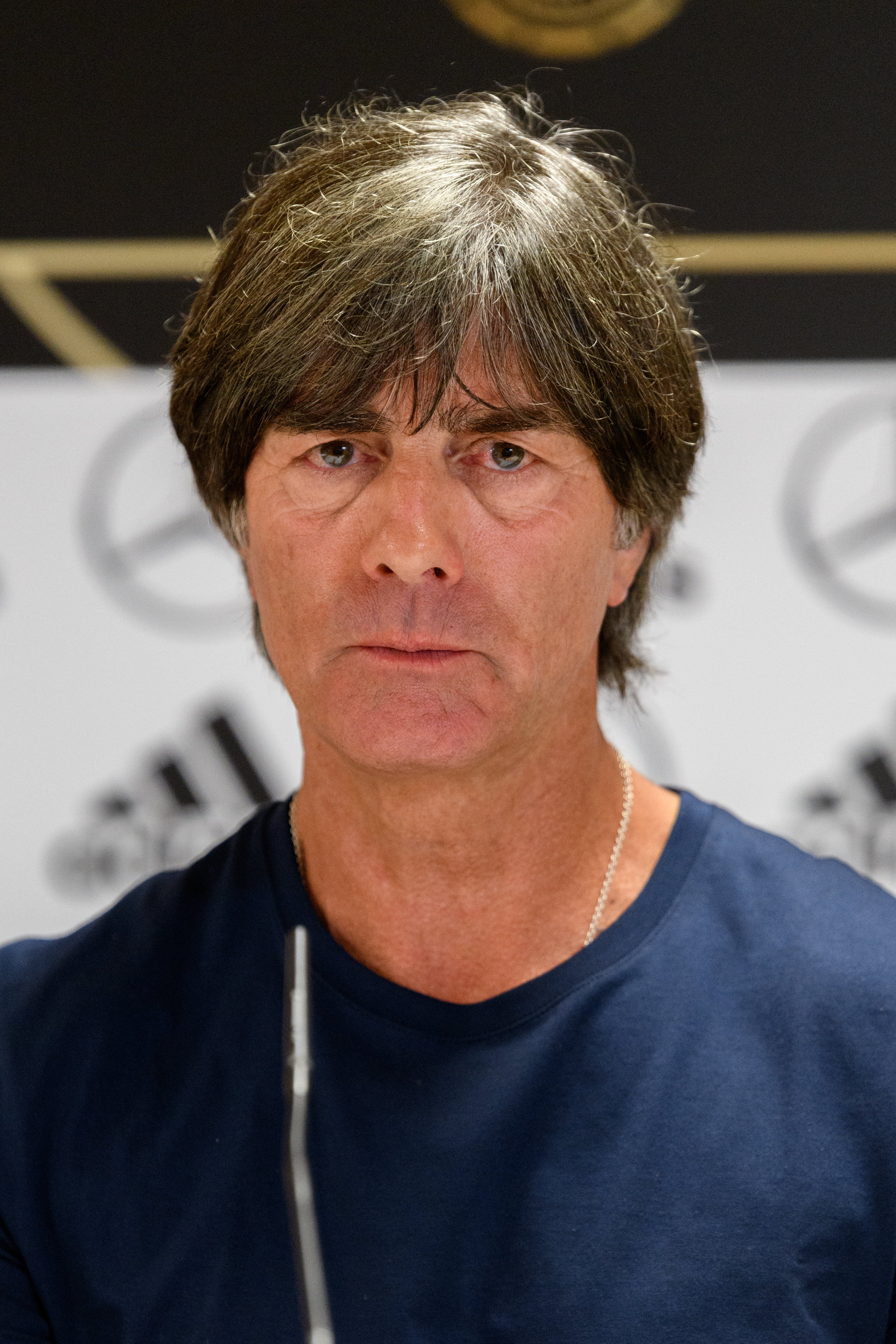
Joachim Löw em 2018. Löw fora treinado por Frank no suíço Winterthur, e levou a Alemanha ao seu quarto titulo mundial em 2014.

### Essen e sua única final
Em 19 de janeiro de 1994 retornou à Alemanha e assumiu o tradicional Rot-Weiss Essen, que havia perdido seu treinador, Jürgen Röber, para o Stuttgart durante a pause de inverno. No entanto, durante o período a federação alemã cassou a licença profissional do clube como consequência de irregularidades financeiras, com o Essen sendo condenado ao rebaixamento para a terceira divisão. Embora o advogado da equipe, Reinhard Rauball, tenha encontrado vários erros concessuais cometidos pela federação, utilizando-os no recurso, a punição acabou sendo mantida, com todos os jogos da equipe no campeonato sendo anulados. Além disso, houve uma revolta dentro da equipe, com o capitão Ingo Pickenäcker e o vice-capitão Frank Kurth se demitindo em protesto por não terem sido consultados sobre o sucessor de Röber, apesar da promessa feita pela diretoria. Em contraste com as notícias fora dos campos, a equipe venceu nas semifinais o Tennis Borussia por 2 x 0, chegando surpreendetemente à final da Copa da Alemanha.
Em maio, 35 mil torcedores do time viajaram para a capital para assistir à final e protestar contra a decisão da federação. Frank chegara a comentar: "Se existe justiça divina, nós vamos vencer". Porém, na final, disputada contra o Werder Bremen de Otto Rehhagel, seu treinador na época do Borussia Dortmund e que levaria a seleção da Grécia a uma surpreendente vitória na Eurocopa de 2004 dez anos depois, a equipe de Essen acabou perdendo por 3 x 1. A final também acabaria ficando marcada para a equipe de Essen, quando, anos depois foi revelado que o importante jogador Frank Kontny fora impedido de jogar pela nova direção do clube, com Pickenäcker, que ainda não estava totalmente recuperado de uma lesão sofrida algumas semanas antes, jogando no seu lugar. Pickenäcker acabara sendo responsável por dois gols sofridos.

### Mainz
Em 25 de setembro de 1995 Frank assumiu o comando do pequeno Mainz 05, que lutava contra o rebaixamento, com o jornal Rhein-Zeitung o chamando-o de "a última esperança" após seu anúncio (na temporada anteior, três semanas após a final da Copa da Alemanha, o Mainz empatara o último jogo do campeonato, contra o Essen, em 1 x 1, livrando o clube do rebaixamento daquele ano.) Embora os jogadores tenham considerado os métodos de treinamento de Frank como "bastante sofisticados", o clube entrou na pausa de inverno como o pior time na liga, à cinco pontos da primeira posição que evitaria o rebaixamento. A revista kicker chegara a escrever sobre a situação do Mainz naquele momento: "Chance de rebaixamento do Mainz: 100%".
Durante a pausa naquele ano, Frank decidiu que o time faria uma período de treinamento durante o inverno e que não utilizaria a posição de líbero na equipe, algo considerado quase inconcebível no futebol alemão naquela época, ao ponto de Franz Beckenbauer, este considerado o maior jogador da posição no futebol alemão, proibir Erich Ribbeck, então treinador do Bayern München (Beckenbauer era o presidente do clube na época), de continuar seus exprimentos com quatro jogadores na linha de defesa, sem o líbero, durante a temporada de 1993/94, e Berti Vogts, chegando a dizer que um sistema sem um líbero "era, no fundo, destrutivo", e por isso não viria a ter aceitação na Alemanha. O próprio Heidel, que contratara Frank, após observar os treinos com o novo sistema, disse anos depois relembrando o período de treinamento na pausa: "(...) nós treinamos, treinamos e treinamos. E eu tinha certeza de que seríamos rebaixados."
Com o retorno do campeonato após a pausa de inverno, o novo sistema fez do Mainz o melhor time da 2. Bundesliga no segundo turno do campeonato, com o time conquistando 32 pontos, mais do que qualquer outra equipe das duas primeiras divisões do futebol alemão. Apesar disso, por conta da péssima campanha que a equipe realizara na primeira metade do campeonato, esta chegou a última rodada da temporada precisando de uma vitória, em casa, contra o Bochum; o Mainz acabou vencendo por 1 x 0 com um gol de Marco Wiesshaupt logo do início da partida. Por fim, o time terminou o ano na 11ª posição do torneio.
Na temporada seguinte, o clube passou a brigar pela primeira vez em sua história para subir para a Bundesliga. O Süddeutsche Zeitung escreveu sobre isso: "Ninguém nunca havia levado a sério esse clube, que fora abandonado à própria sorte durante anos. Agora, eles são a única equipe da segunda divisão a jogar com (e entender) uma linha de quatro defensores". Quando o Mainz chegou a pausa de inverno da nova temporada, contrastando com o ano anterior, ele estava na segunda posição da tabela, atrás apenas do Kaiserslautern, de Otto Rehhagel, que terminaria como campeão e conquistaria o título da primeira divisão no ano seguinte. Na mesma época, Frank requisitou a diretoria um estádio maior e mais moderno, além de melhores instalações de treinamento, como a instalação de uma piscina e de uma sauna. Antes disso, o clube já havia instalado refletores e um placar eletrônico. O presidente do Mainz na época chegara a comentar anos depois relembrando o episódio que Frank "deixou a diretoria do Mainz maluca com suas exigências para tornar sustentável o sucesso do clube", visando um possível acesso a Bundesliga no futuro. O próprio Frank chegara a comentar relembrando a época: "A diretoria deve ter achado que eu era louco".

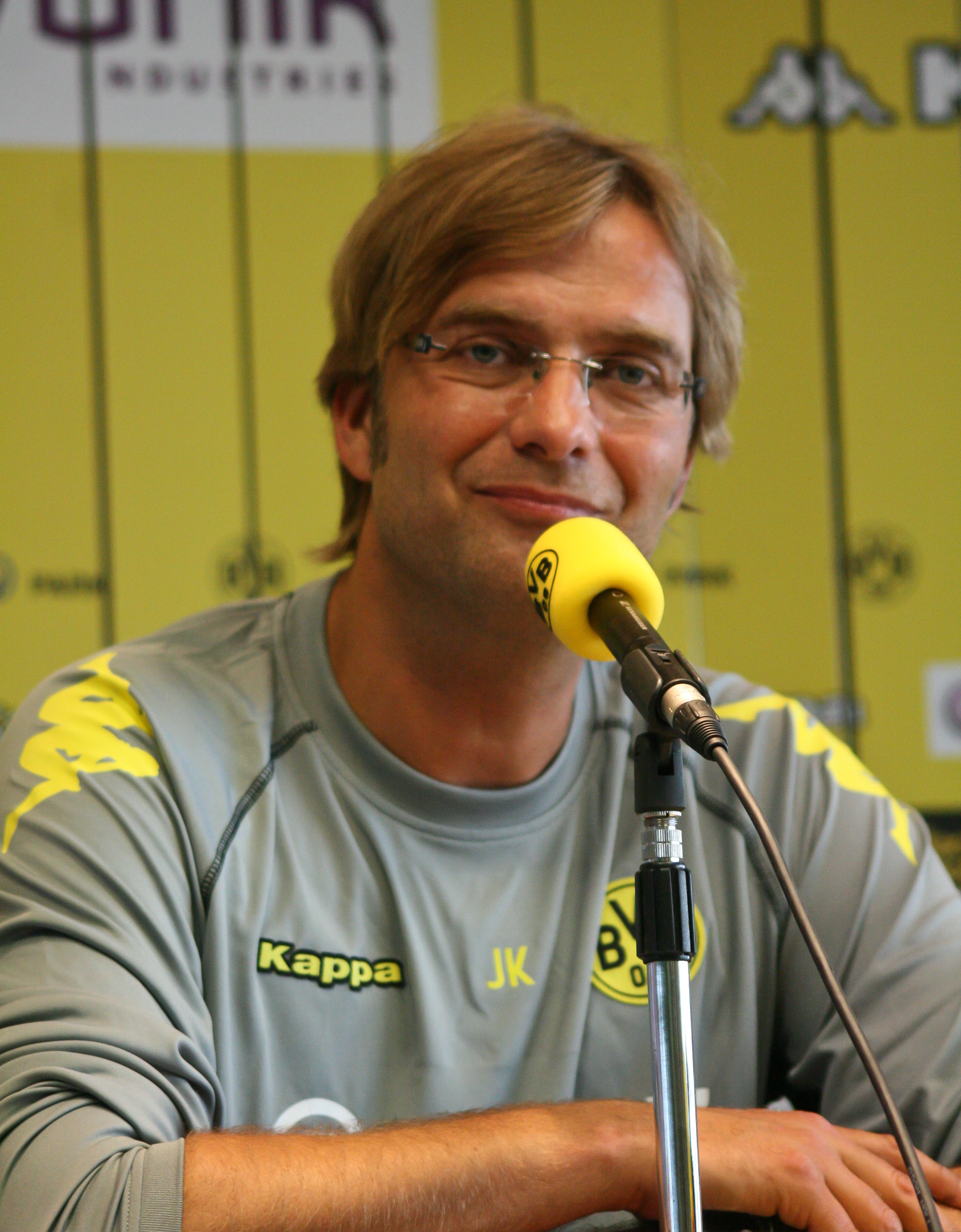
Klopp em 2010. Ele fora fortemente influênciado por Frank, e se tornou um dos melhores treinadores do mundo a partir dos anos 2010.

Quando o clube retornou da pausa de inverno, com um período de treinamento no Chipre, acabou perdendo o primeiro jogo, em casa, para o Hertha Berlin, por 1 x 0; em seguida, também perdeu, fora de casa, para o Leipzig, por 3 x 0. Frank chegara a conclusão, retornando de Leipzig, que fora o motivo pelas duas derrotas, pedindo demissão em 2 de março de 1997. Ele fora substituído pelo experiente treinador Reinhard Saftig, que acabara não tendo muito sucesso no clube por não conseguir se adaptar ao esquema que Frank utilizava e os jogadores serem relutantes em voltar a atuar com um sistema contendo um líbero. Na última rodada do campeonato, o clube acabou perdendo o acesso para o Wolfsburg, após uma derrota fora de casa para o próprio por 5 x 4, após estar vencendo por 3 x 1 com um jogador a mais. Saftig fora substituído cinco meses após sua chegada, pelo austríaco Dietmar Constantini, o qual disse aos jornalistas que o estilo de pressão executado pelo Mainz tinha o formato de uma "gaita de foles". Constantini durou no cargo apenas até o início de abril de 1998, quando fora demitido com o clube na zona de rebaixamento. Ele venceu apenas quatro dos dezoito jogos em que esteve no comando do clube.
Após sua saída do Mainz, assumira o comando do austríaco Austria Wien no lugar de Walter Skocik a partir da 29ª rodada do campeonato da temporada 1996/97, embora tenha obtido pouco sucesso no clube, com Frank entrando em acordo com a direção para deixar o clube ao fim da temporada. No entanto, Christian Heidel entrara em contato com Frank após a saída de Constantini para que voltasse ao comando do Mainz, com Frank aceitando e deixando o time austríaco antes do fim da temporada de 1997/98, em 9 de abril de 1998. O Wien terminou em sétimo em um campeonato com 10 clubes naquele ano. Com seu retorno, o Mainz acabou se livrando do rebaixamento e terminando na décima posição na tabela. Na temporada 1998/99, o clube terminou em sétimo; e em nono no ano seguinte. Sobre isso, o Süddeutsche Zeitung chegou a escrever que Frank fora o homem que acordara "o Mainz de seu sono profundo". Apesar disso, Frank queria treinar na Bundesliga, e quando recebeu uma proposta do Duisburg, aceitou, considerando que o clube oferecia uma melhor chance para chegar na elite alemã. No entanto, a passagem pelo clube acabou sendo curta e de pouco sucesso, com Frank sendo demitido apenas quatro meses depois do início da 2. Bundesliga, com o time rondando a zona de rebaixamento. O Rhein-Post comentou após sua saída: "Seus métodos foram recebidos com rejeição por grande parte da equipe desde o início". Frank chegara a pedir seus jogadores que abraçassem árvores durante uma prova de resistência pelo bosque.

### Trabalhos seguintes
Frank voltou a treinar um clube apenas em 2002, através do Unterhaching. Tendo chegado em julho para o início da temporada, conquistou o seu único título da carreira, quando levou o clube da terceira divisão sul, a Regionalliga Süd, para a 2. Bundesliga. O Unterhaching obteve o título com uma campanha contendo 22 vitórias, sete empates e sete derrotas, marcando 75 gols e sofrendo 34, uma diferença entre gols marcados e sofridos de 41. Ironicamente, o vice-campeão, o Jahn Regensburg, terminou quase com a mesma campanha: 22 vitórias, sete empates e sete derrotas, mas com 66 gols marcados e 25 sofridos (também sendo uma diferença de 41 gols), mas perdendo o título no confronto direto. O espanhol Francisco Copado, jogador do time e que Frank transformara em capitão para a temporada, fora o artilheiro do campeonato com 24 gols.[carece de fontes?] Apesar disso, acabou sendo demitido no ano seguinte, em 2 de abril de 2004, após uma sequência de sete jogos sem vitórias na segunda metade do certame, em temporada que dispensou oito jogadores que estiveram no acesso e incorporou outros onze ao elenco visando uma futura promoção a Bundesliga.
Nos clubes em que trabalhou em seguinte, obteve relativamente pouco sucesso, com seus métodos de trabalho não dando certo em nenhum deles, com exceção do Wuppertaler e do belga Eupen. Assinou com o Sachsen Leipzig em julho de 2004, subtituindo Jürgen Raab quando o clube estava na quarta divisão, mas sendo demitido em outubro de 2005. Assinou em seguida com o romeno Farul Constanţa no primeiro dia de 2006, mas deixando o time no dia 25 sem ter desputado nenhum jogo. Passou pelo Kickers Offenbach na época 2006/07, mas sem sucesso. Ainda passou brevemente por Wuppertaler e Wiesbaden, ficando quatro meses em cada antes de sair. No primeiro, terminou o campeonato no sexto lugar, embora não tenha permanecido para o ano seguinte.[carece de fontes?] No Wiesbaden, assinou contrato em 19 de dezembro de 2008 até o final da temporada, com opção de prorrogação por mais um ano caso o time não fosse rebaixado. O diretor esportivo na época, Uwe Stöver, destacou a "enorme experiência [de Frank] nas batalhas contra o rebaixamento e que [Frank] ainda não foi rebaixado com nenhuma equipe", influênciado pelo desempenho do treinador no Wuppertaler, mas com Frank saindo em março, antes do fim do campeonato. No Carl Zeiss Jena, onde chegou em outubro, após sua passagem pelo Wiesbaden, embora tivesse contrato até o fim da temporada 2010/11, acabara demitido em 20 de abril de 2011 após uma sequência de nove jogos sem vitória. Por último treinou o belga Eupen na temporada 2011/12, estatisticamente, seu melhor clube na carreira, obtendo em média 1,90 ponto a cada três disputados nos 41 jogos que esteve com o time.[carece de fontes?] Frank ficou próximo da promoção à primeira divisão na temporada, terminando em terceiro o campeonato, apesar de ter chegado a liderar o torneio na primeira parte; mas perdendo o acesso nos play-offs, disputado entre os segundo, terceiro e quarto colocados.
O Mainz tampouco obteve sucesso inicialmente após a saída de Frank, com os treinadores subsequentes não tendo ideia de como colocar o sistema dele em prática. O clube voltara a ter sucesso apenas a partir do momento em que Jürgen Klopp, que fora treinador por Wolfgang durante seus anos de Mainz, assumiu o comando do time. Sobre o fracasso dos treinadores antes dele e após as saídas de Frank, Klopp comentara: "Taticamente, a equipe era melhor do que seus treinadores." Foi a partir do sucesso de Klopp, reestabelecendo o estilo de jogo introduzido no clube por Frank, que os treinadores na Alemanha passaram a ser escolhidos para se adequarem ao clube e a um determinado estilo de jogo, o de Frank no caso do Mainz, e não o oposto. Sobre isso, Heidel chegara a comentar: "Desde então e até a minha saída, em 2016, essa foi a maneira de fazermos as coisas. E tudo remonta àquele primeiro ano com Wolfgang Frank, nosso primeiro ano de sucesso."

## Estilo de jogo
Frank era fascinado pelo estilo de jogo do italiano Milan de Arrigo Sacchi, um time que dominiou o futebol europeu no final dos anos 1980 e início dos 1990 graças às suas táticas coletivas revolucionárias, um sincronismo de movimentos que sufocava os adversários, privando-os de espaço e tempo. Frank também considerava para seus atletas a importância da regeneração, da nutrição e do treinamento mental em uma época em que tais assuntos eram considerados extravagantes na Alemanha. Frank compreendia que uma inovação tática poderia ser a arma de uma equipe pequena em sua luta contra oponentes maiores e melhores; que as ideias certas podiam aumentar consideralmente a qualidade de seu próprio desempenho. Klopp resumira: "Com o nosso estilo de jogo, nós éramos capazes de bater times que eram melhores do que nós. Sua grande força era que ele sempre mandava você para o jogo com um plano claro".
O jogo de Frank se baseava em alta intensidade, pressão e contra-ataques –– uma versão híbrida entre o estilo do Milan de Sacchi e do futebol total neerlandês ––, e ele é creditado por introduzir a formação de jogo 4-4-2 no futebol alemão, com foco na marcação por espaço ao contrário da marcação individual de jogadores, ainda muito comum no futebol alemão da época. Peter Krawietz, que se tornara o principal assistente de Klopp, chegara a comentar sobre isso: “Wolfgang Frank tinha uma ideia de futebol que era como uma revolução na Alemanha, baseada no estilo de pressão e defesa de Arrigo Sacchi." Frank acabou transformando o modelo de operação do Mainz tanto dentro quanto fora do campo.
Muito do modo de Frank visualizar o futebol de uma forma diferente se deveu a sua passagem pelo futebol neerlandês durante a temporada 1973/74, pelo AZ Alkmaar, em uma época que o futebol local estava se encaminhando para o auge do chamado "Futebol Total", que culminou no vice-campeonato da Copa do Mundo de 1974. A isto, também soma-se a influência do iugoslavo Branko Zebec sobre o então jogador Frank na época do Braunschweig, que utilizava um rigoroso regime de preparação física e de disciplina tática sólida, com o iugoslavo sendo o primeiro a experimentar a marcação por zona na elite do futebol alemão em meados dos anos 1970, contrastando com a marcação homem a homem, comumente utilizada na época. O alemão resumiu: "Sob o comando de Zebec, não corríamos mais feito idiotas atrás de nossos adversários (individualmente), ele estava à frente de seu tempo." Assim como Frank, Zebec é pouco lembrado por sua influência no futebol alemão.

## Legado
A influência de Frank sobre o Mainz 05 foi de suma importância para a transformação de um time relativamente inexpressivo dentro do futebol alemão em um clube de primeira divisão; assim como para o próprio futebol alemão quando aboliu a utilização do líbero, indiretamente iniciando uma revolucação no futebol local fortificada pela eliminação da Alemanha na fase de grupos da Eurocopa de 2004, e que acabou cuminando no título da Copa do Mundo de 2014 com um futebol considerado atrativo. Sobre a importância de Frank para o Mainz, Harald Sturtz, presidente do clube durante a época do treinador, comentou: "Wolfgang Frank deixou sua marca no Mainz 05 como nenhum outro treinador. Ele era um especialista em futebol e um visionário, suas ideias eram muito à frente do seu tempo. O Mainz 05 não seria possível sem Wolfgang Frank."
Apesar disso, excluindo sua histórica passagem como jogador-treinador do Glarus, a final obtida com o Essen e o título regional com o Unterhaching, o sucesso de Frank, e em especial o relativamente reconhecido, ficara muito restrito ao Mainz. Refletindo sobre isso, Strutz dissera: "Frank tinha uma personalidade muito especial e poderia ter sido um treinador fantástico se fosse um pouco mais descontraído. Diferente do que viria a ser, depois, Jürgen Klopp; ele era simplesmente sério demais. E realmente não entendia por que jogadores jovens queriam, às vezes, se divertir e tomar, vez ou outra, uma cerveja, ou por que não queriam ser reprimidos". Após uma derrota fora de casa para o Bayern München, pela Copa da Alemanha, Frank ficara tão irritado e decepcionado, que removeu toda a mobília de seu escritório no clube por conta disso, porque "tinha certeza de que o pequeno e velho Mainz podia vencer em Munique se jogasse no seu limite máximo e talvez pegasse o Bayern em um dia ruim", conforme relatou seu filho Sebastian.

Wolfgang Frank era seu nome, e, infelizmente, ele morreu muito cedo.

– Resposta de Klopp quando questionado se algum treinador o havia infliênciado.
Christian Heidel, que trabalhava como diretor técnico voluntáro no Mainz e foi o responsável pela contratação do treinador, chegou a comentar: "Nunca conseguiu atingir o estrelato porque tinha uma personalidade difícil. Eu era o único com quem ele se dava bem. Éramos bastante íntimos até termos uma discussão muito feia. Depois de nos deixar pela segunda vez, para assumir o Duisburg, ficamos dois anos sem conversar. Ele sempre achava que podia encontrar algo melhor." Em contraste, muitos de seus ex-jogadores se tornaram treinadores com algum destaque, como Torsten Lieberknecht, Jürgen Kramny, Peter Neustädter, Christian Hock, Stephan Kuhnert, Lars Schmidt, Sandro Schwarz, Sven Demandt e Uwe Stöver. Outros dois, seu protégé no Mainz, Klopp, se tornou um treinador de renome internacional, assim como Joachim Löw, este ainda da época do suíço Winterthur.
O sucesso de Klopp acabou popularizando o gegenpressing, embora nenhum dos dois tenha sido o inventor do sistema propriamente.  Sobre a introdução do sistema no Mainz por Frank, Klopp comentou anos depois: "Ele trouxe o 4-4-2 (...) e nós nos tornamos um time muito melhor naquele momento. Nós éramos realmente um time mediano, não muito bem pagos, poucas pessoas se importavam com o clube, mas então nós aprendemos que, mesmo que todos os jogadores adversários fossem melhores do que nós, ainda podíamos vencê-los –– para nós, isso abriu nossos olhos ––. Quando eu me tornei treinador anos depois, eu usei um monte das coisas que aprendi dele [Frank]. Ele era o perfeito modelo e um monte de seus jogadores agora são treinadores ao redor do mundo –– isso sempre foi seu sonho ––. Quando Klopp chegou a sua primeira final de Liga dos Campeões da UEFA, em 2013, ele envou uma mensagem a Frank: "Sem você, eu não estaria aqui hoje, em Londres, no Wembley".

## Vida pessoal
A vida pessoal de Frank era pouco dissociada de sua vida profissional. Frank era uma pessoa cruelmente autodisciplinada, com alguns o considerando obcecado, como seu filho Benjamin Frank o descreveu. Seus dois filhos, Benjamin e Sebastian, trabalham como agentes e olheiros para o Liverpool. Antes disso, eram consultores do Leicester City na época do surpreendente título na temporada 2015/16. Seus filhos descrevem que, para Frank, não existia diferença entre ser treinador de futebol e pai, com ambas as funções resumindo-se a um mesmo dever: educar. "Ele era um maluco, no bom sentido", conforme seu filho Sebastian o descreveu. Ele completou: "(...) um homem incrivelmente ambicioso para quem o futebol não era somente os jogos e os sistemas táticos, mas simplesmente tudo. Uma escola para a vida." Em contraste, Klopp o descreveu como um ser humano extraordinário.

Ele era uma pessoa extraordinária.

– Klopp, falando sobre Frank.
O presidente do Mainz na época em que Frank fora o treinador do clube, Harald Strutz, atleta de salto triplo medalhista de prata nos campeonatos alemães de 1969 e 1970, descrevera Frank como "uma pessoa singular, muito característica. Um homem maravilhoso, mas excessivalmente intelectual, místico." "Ele não era um treinador fácil, nem uma pessoa fácil. Tinha uma personalidade com a qual era complicado lidar; muita energia." O próprio Strutz chegou a se considerar parcialmente responsável por parte da abordagem do tempo de Frank no Mainz, por tê-lhe dado de presente o livro Die Macht der Motivation, de Nikolaus B. Enkelmann, que falava sobre abordagem psicológica, sobre qual e quem Frank ficara quase obcecado. O goleiro austríaco Herbert Ilsanker chegou a recordar ao Allgemeine Zeitung de uma vez quando ouvira Frank sozinho na sauna durante um período de treinamento no Chipre, em 1998, entrevistando a si mesmo para praticar a maneira de se dirigir aos seus atletas, por influência dos ensinamentos de Enkelmann. Apesar disso, os treinamentos cognitivos e práticas para reduzir o tempo de reação passaram a ser considerados fundamentais para o desenvolvimento dos jogadores durante os anos seguintes.
Durante sua última temporada como profissional, Frank formou-se como professor, especializando-se em esporte e religião.